# Championnat du Liban de football 2020-2021
Navigation
Saison précédente Saison suivante
La saison 2020-2021 du Championnat du Liban de football est la soixante-et-unième du championnat de première division libanaise. Le championnat change de format cette saison, dans une première phase les équipes se rencontrent une fois, ensuite les six premiers se rencontrent également une fois pour déterminer le champion, les six derniers jouent pour la relégation.

## Les clubs participants
- Al-Ansar Club
- Safa Beyrouth
- Nejmeh SC
- Shabab Ghazieh SC
- Tripoli SC
- Shabab Al Sahel
- Salam Zgharta
- Al Tadamon Tyr
- Bourj FC
- Al Ahed Beyrouth
- Shabab El-Bourj SC
- Al Akha Ahly

## Compétition

### Classement

#### Première phase
| Rang | Équipe             | Pts | J  | G | N | P  | Bp | Bc | Diff |
| ---- | ------------------ | --- | -- | - | - | -- | -- | -- | ---- |
| 1    | Al-Ansar Club      | 27  | 11 | 9 | 0 | 2  | 28 | 5  | +23  |
| 2    | Nejmeh SC          | 25  | 11 | 7 | 4 | 0  | 24 | 8  | +16  |
| 3    | Shabab Al Sahel    | 24  | 11 | 7 | 3 | 1  | 13 | 3  | +10  |
| 4    | Al Akha Ahly       | 19  | 11 | 5 | 4 | 2  | 8  | 6  | +2   |
| 5    | Al Ahed BeyrouthT  | 17  | 11 | 4 | 5 | 2  | 13 | 10 | +3   |
| 6    | Safa Beyrouth      | 16  | 11 | 5 | 1 | 5  | 17 | 17 | 0    |
| 7    | Bourj FC           | 14  | 11 | 3 | 5 | 3  | 12 | 11 | +1   |
| 8    | Tripoli SC         | 13  | 11 | 3 | 4 | 4  | 6  | 9  | -3   |
| 9    | Shabab El-Bourj SC | 12  | 11 | 3 | 3 | 5  | 13 | 11 | +2   |
| 10   | Al Tadamon Tyr     | 7   | 11 | 1 | 4 | 6  | 3  | 9  | -6   |
| 11   | Shabab Ghazieh SC  | 6   | 11 | 2 | 0 | 9  | 6  | 11 | -5   |
| 12   | Salam Zgartha      | 1   | 11 | 0 | 1 | 10 | 3  | 35 | -32  |

|  | Qualification pour la poule championnat                                |
|  | T : Tenant du titre C : Vainqueur de la Coupe du Liban P : Promu de D2 |

#### Poule championnat
Les six premiers de la première phase se rencontrent une fois, en emportant les points acquis.
| Rang | Équipe            | Pts | J  | G  | N | P | Bp | Bc | Diff |
| ---- | ----------------- | --- | -- | -- | - | - | -- | -- | ---- |
| 1    | Al-Ansar Club     | 40  | 16 | 13 | 1 | 2 | 37 | 8  | +29  |
| 2    | Nejmeh SC         | 35  | 16 | 10 | 5 | 1 | 31 | 10 | +21  |
| 3    | Shabab Al Sahel   | 27  | 16 | 8  | 3 | 5 | 15 | 11 | +4   |
| 4    | Al Ahed BeyrouthT | 24  | 16 | 6  | 6 | 4 | 20 | 16 | +4   |
| 5    | Safa Beyrouth     | 24  | 16 | 7  | 3 | 6 | 25 | 25 | 0    |
| 6    | Al Akha Ahly      | 20  | 16 | 5  | 5 | 6 | 8  | 12 | -4   |

|  | Qualification pour le tour de qualification de la Ligue des champions de l'AFC 2022 |
|  | Qualification pour la Coupe de l'AFC 2022                                           |
|  | T : Tenant du titre C : Vainqueur de la Coupe du Liban P : Promu de D2              |

#### Poule relégation
Les six derniers de la première phase se rencontrent une fois, les deux derniers seront relégués en deuxième division.
| Rang | Équipe             | Pts | J  | G | N | P  | Bp | Bc | Diff |
| ---- | ------------------ | --- | -- | - | - | -- | -- | -- | ---- |
| 7    | Bourj FC           | 23  | 16 | 5 | 8 | 3  | 18 | 13 | +5   |
| 8    | Shabab El-Bourj SC | 23  | 16 | 6 | 5 | 5  | 22 | 14 | +8   |
| 9    | Tripoli SC         | 19  | 16 | 5 | 4 | 7  | 11 | 15 | -4   |
| 10   | Al Tadamon Tyr     | 16  | 16 | 3 | 7 | 6  | 7  | 12 | -5   |
| 11   | Shabab Ghazieh SC  | 11  | 16 | 3 | 2 | 11 | 12 | 26 | -14  |
| 12   | Salam Zgartha      | 1   | 16 | 0 | 1 | 15 | 6  | 50 | -44  |

|  | Relégation en Second Division                                          |
|  | T : Tenant du titre C : Vainqueur de la Coupe du Liban P : Promu de D2 |

## Bilan de la saison
| Championnat du Liban de football 2020-2021                        |                           |
| Champion                                                          | Al-Ansar Club (14e titre) |
| Qualifications continentales                                      |                           |
| Ligue des champions de l'AFC 2022                                 | Al-Ansar Club             |
| Coupe de l'AFC 2022                                               | Nejmeh SC                 |
| Promotions et relégations                                         |                           |
| Promus en Premier League                                          | Sporting AC               |
| Promus en Premier League                                          | CS Sagesse                |
| Relégués en Championnat du Liban de football de deuxième division | Shabab Ghazieh SC         |
| Relégués en Championnat du Liban de football de deuxième division | Salam Zgartha             |